# Патријарх српски Саватије
Патријарх српски Саватије Соколовић (? — око 1589) је био архиепископ пећки и патријарх српски од 1585. до 1589. године. Пре тога је био митрополит херцеговачки око 1572. године.
Био је синовац српског патријарха Макарија Соколовића и ктитор манастира Пиве (1573—1586) године, највеће српске црквене грађевине подигнуте за време турске власти.

## Биографија
У XVI вијеку на територијама којима су владали Турци било је забрањено подизање нових цркава, али је било дозвољено обнављање старих. Користећи то, али и чињеницу да је неколицина припадника куће Соколовића била на самом политичком врху турске царевине, Саватије Соколовић је под изговором да обнавља стару, из темеља успио да подигне нову цркву. Тако нешто могао је учинити само неко ко је био близак врховима турске политичке власти, што је био случај са Саватијем Соколовићем који био синовац великог везира Мехмед-паше Соколовића.
Соколовићи, Мехмед-паша Соколовић, Ферхад-паша Соколовић и Мустафа-паша Соколовић, дуго година су заузимали важне положаје у турској држави. Управо у вријеме док је Мехмед-паша Соколовић заузимао положај великог везира, на чело Српске православне цркве долази његов брат од стрица Макарије Соколовић. Недуго потом, њих двојица 1557. године обнављају Пећку патријаршију.
Патријарха српског Макарија је на патријаршијском престолу наслиједио његов братанац Антоније Соколовић (1572—1574), послије којег за патријарха долази Герасим Соколовић (1574—1586).
Патријарх Саватије Соколовић, који је на чело Српске патријаршије дошао око 1585. године, успио је да добије многе повластице за Српску православну цркву највише захваљујући великом угледу који је уживао међу Турцима. Тако је остала карактеристична притужба римокатоличког живља Порти на Саватија који им намеће порез и „јаше на коњу са великом пратњом у којом има и Турака“.
Први помен патријарха Саватија Соколовића датира из 1584/1585. године када је у манастиру Ораховцу, тј. у Ремети, преписан Пентикостар: „Тада је престолом пећким светитељевао архиепископ кир Саватије“.
Патријарх српски Саватије је умро око 1589. године, а на патријаршијском трону наследио га је патријарх Јеротеј.
У манастиру Пиви, поред јужних врата, насликана је слабо очувана ктиторска композиција. Ту је Саватије Соколовић приказан као ктитор, односно како држи у руци пивску цркву и приноси је Богородици. Натпис је скоро потпуно избрисан, али се може закључити да се Саватије обраћа Богородици с молбом да прими његов скромни принос.